# Малта на Европском првенству у атлетици у дворани 2021.
Малта је учествовала на 36. Европском првенству у дворани 2021 који се одржао у Торуњу, Пољска, од 4. до 7. марта. Ово је дванаесто Европско првенство у дворани од 1996. године када је Малта први пут учествовала. Репрезентацију Малте представљалa је 1 такмичарка која се такмичила у скоку удаљ.
Представница Малте није освојила ниједну медаљу, али је оборила свој лични рекорд.

## Учесници
Жене:
- Клер Азопарди — Скок удаљ

## Резултати

### Жене
| Атлетичарка   | Дисциплина | Лични рекорд | Квалификације | Квалификације | Полуфинале            | Полуфинале            | Финале                | Финале  | Детаљи |
| Атлетичарка   | Дисциплина | Лични рекорд | Резултат      | Место         | Резултат              | Место                 | Резултат              | Место   | Детаљи |
| ------------- | ---------- | ------------ | ------------- | ------------- | --------------------- | --------------------- | --------------------- | ------- | ------ |
| Клер Азопарди | Скок удаљ  | 5,42         | 5,51 ЛР       | 17.           | Није се квалификовала | Није се квалификовала | Није се квалификовала | 17 / 17 |        |